# 费尔德莫兴-哈森贝格尔
费尔德莫兴-哈森贝格尔（德語：Feldmoching-Hasenbergl）是地处德国巴伐利亚州首府慕尼黑北端的市辖第24区。它由费尔德莫兴、百灵滩、哈森贝格尔和路德维希斯费尔德四个行政分区组成，其中还包含法萨内利、费尔德莫兴草场、哈特霍夫和百灵滩湖四个街区。

## 方位
费尔德莫兴-哈森贝格尔地处慕尼黑砾石平原，覆盖慕尼黑北部的大部分区域。它从西端的达豪街（304号联邦公路）一直延伸至东部的哈森贝格尔；作为慕尼黑最北端的市分区，其纵向范围则是从南侧的德国铁路慕尼黑北编组站一直伸展至北部的城市边界。较为特色的地点包括有三湖台、战车草坪和哈特尔森林、上施莱斯海姆赛艇水道以及阿拉赫森林景观湖。
与费尔德莫兴-哈森贝格尔在东部和东南部相邻的市辖区为米贝茨霍芬-哈特畔，南部为莫萨赫，西部是阿拉赫-下门钦。该区在西北部与市镇卡尔斯费尔德接壤，在北部则与上施莱斯海姆镇接壤。

## 概览

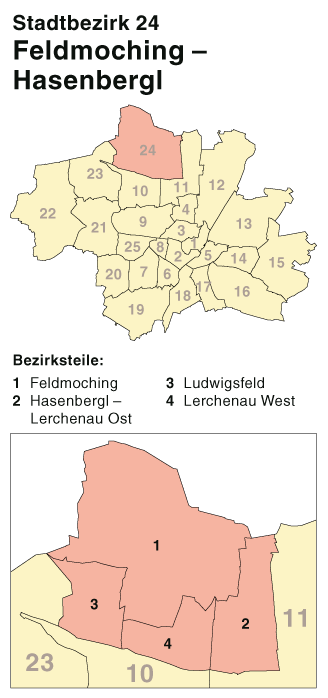
市辖区内的区划

### 费尔德莫兴

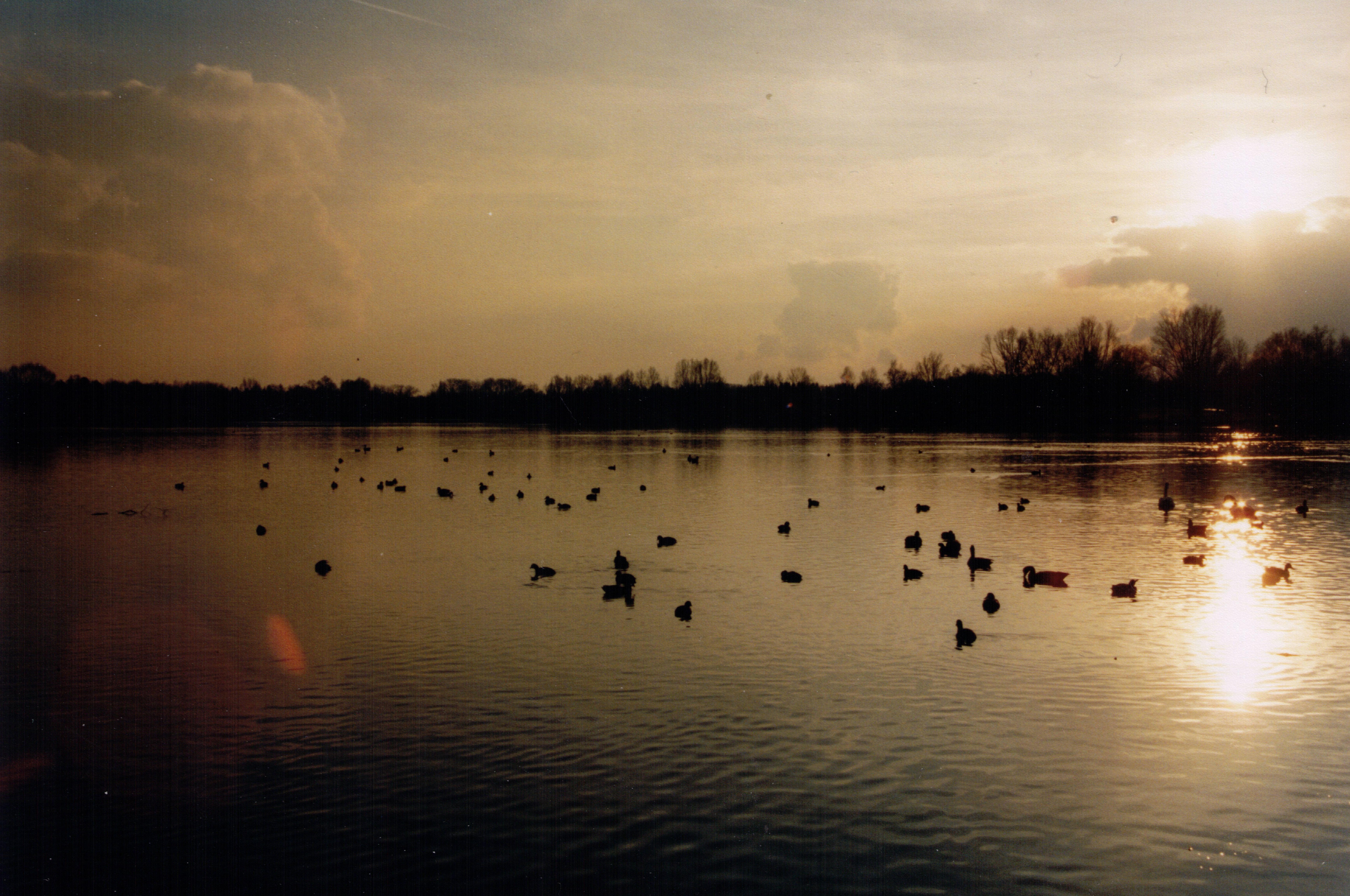
费尔德莫兴湖

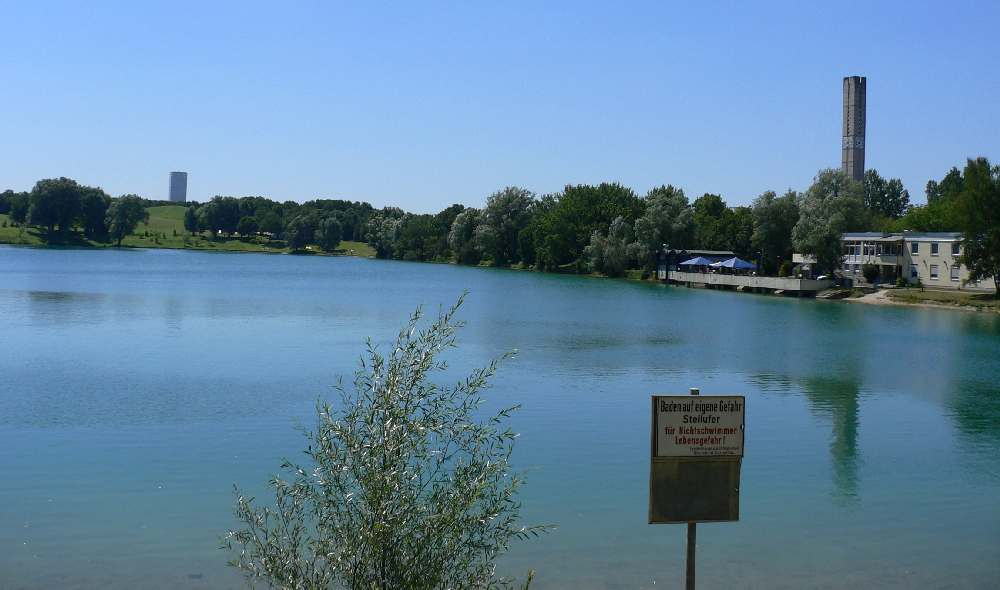
百灵滩湖可远眺和

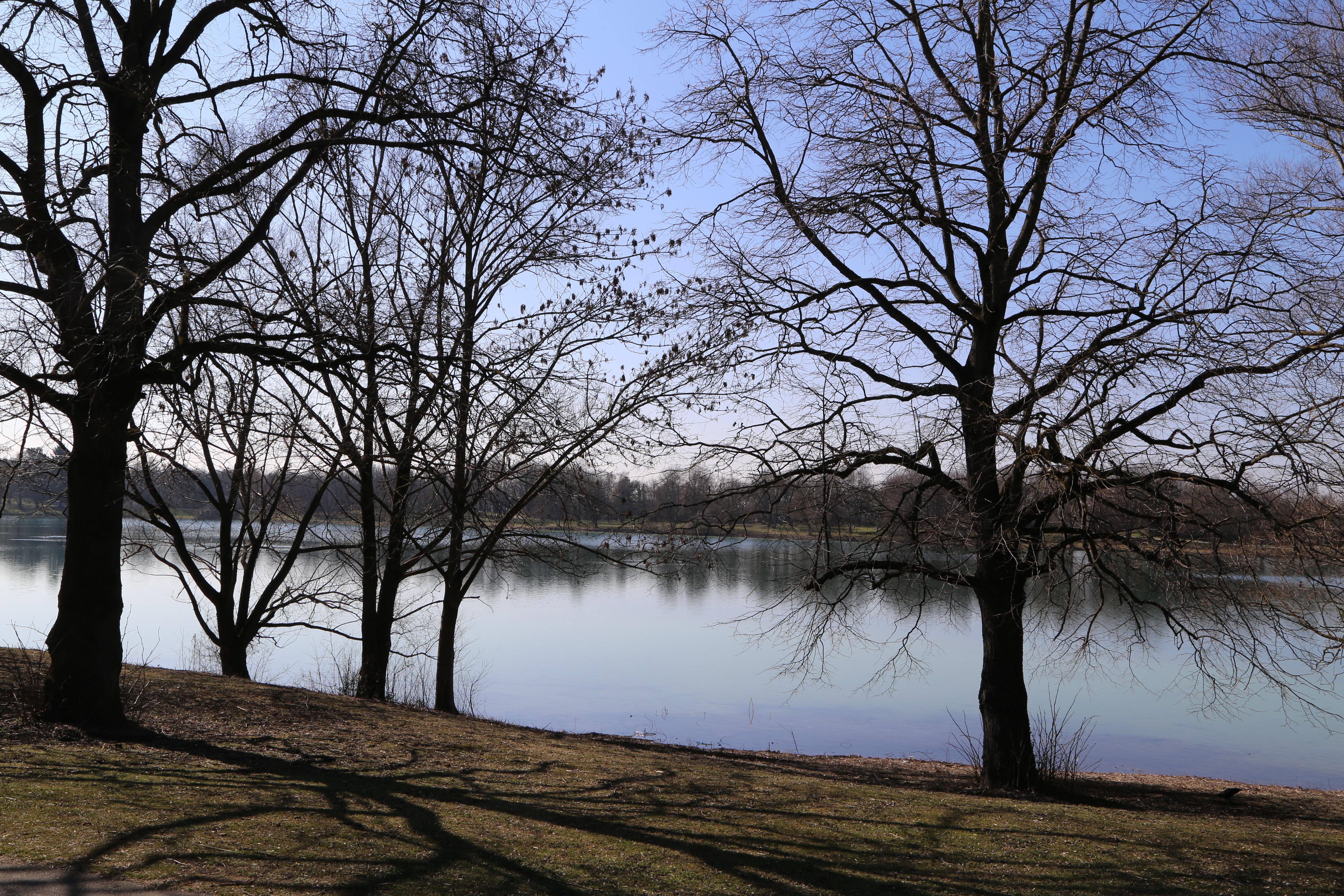

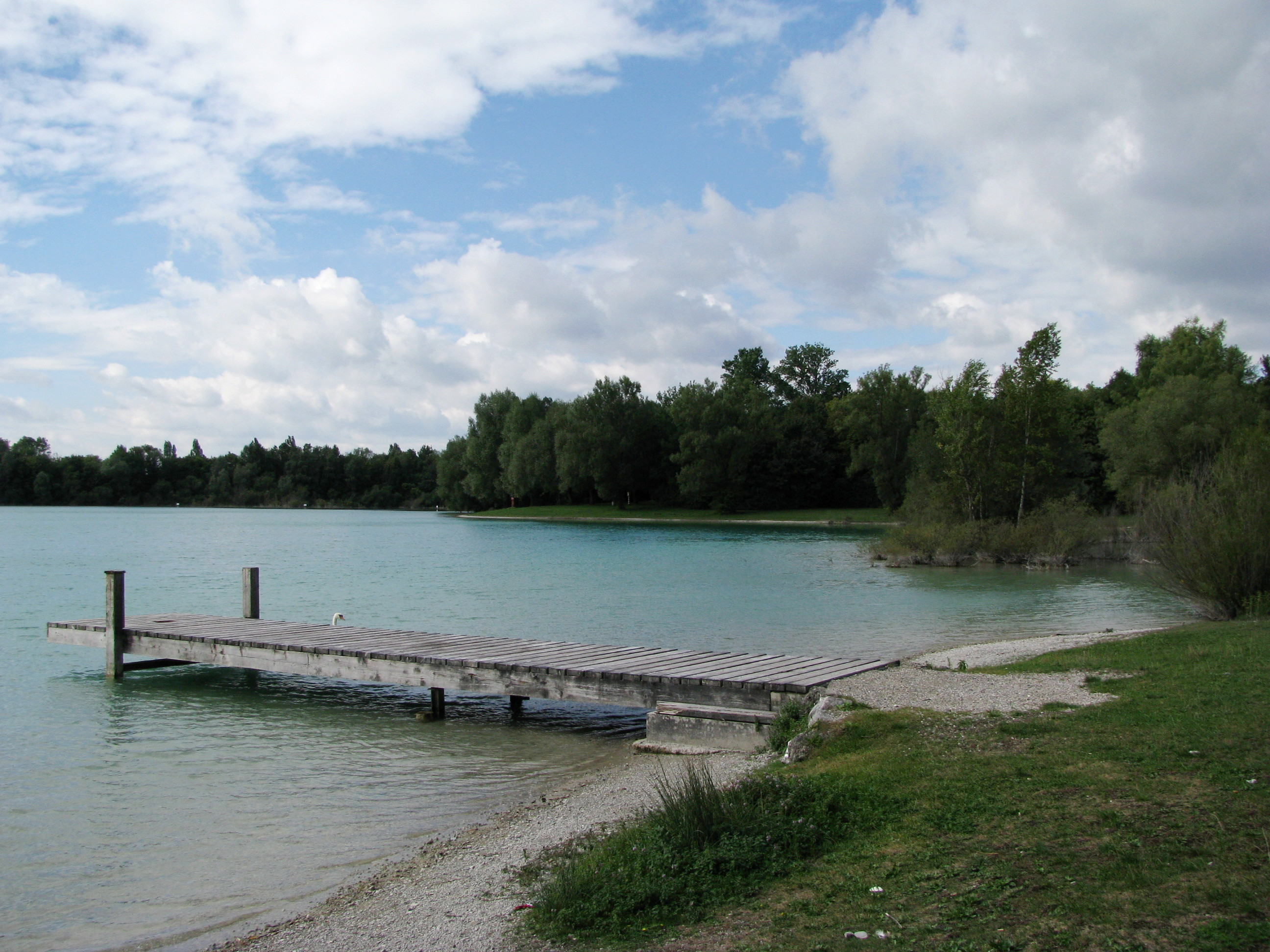

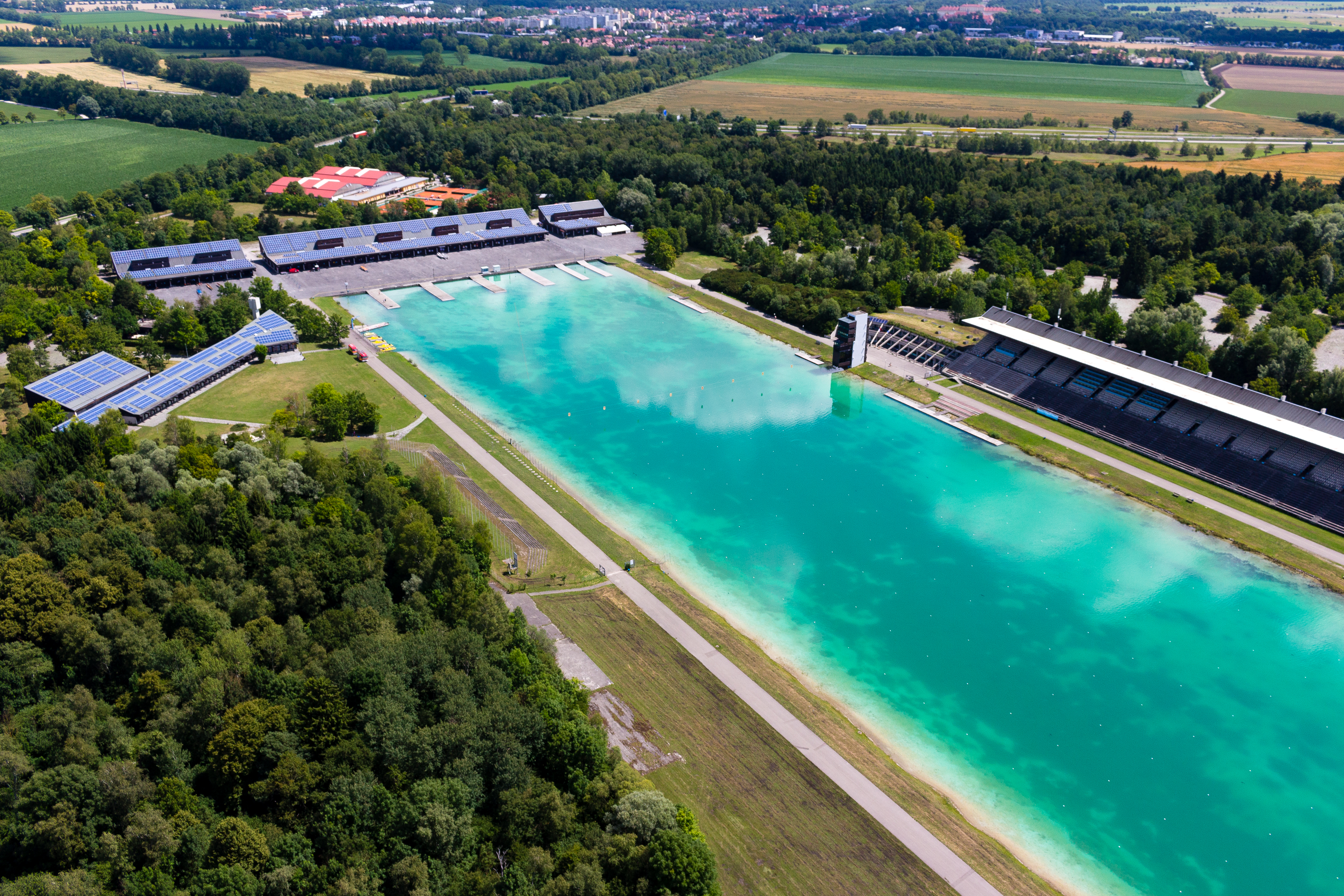

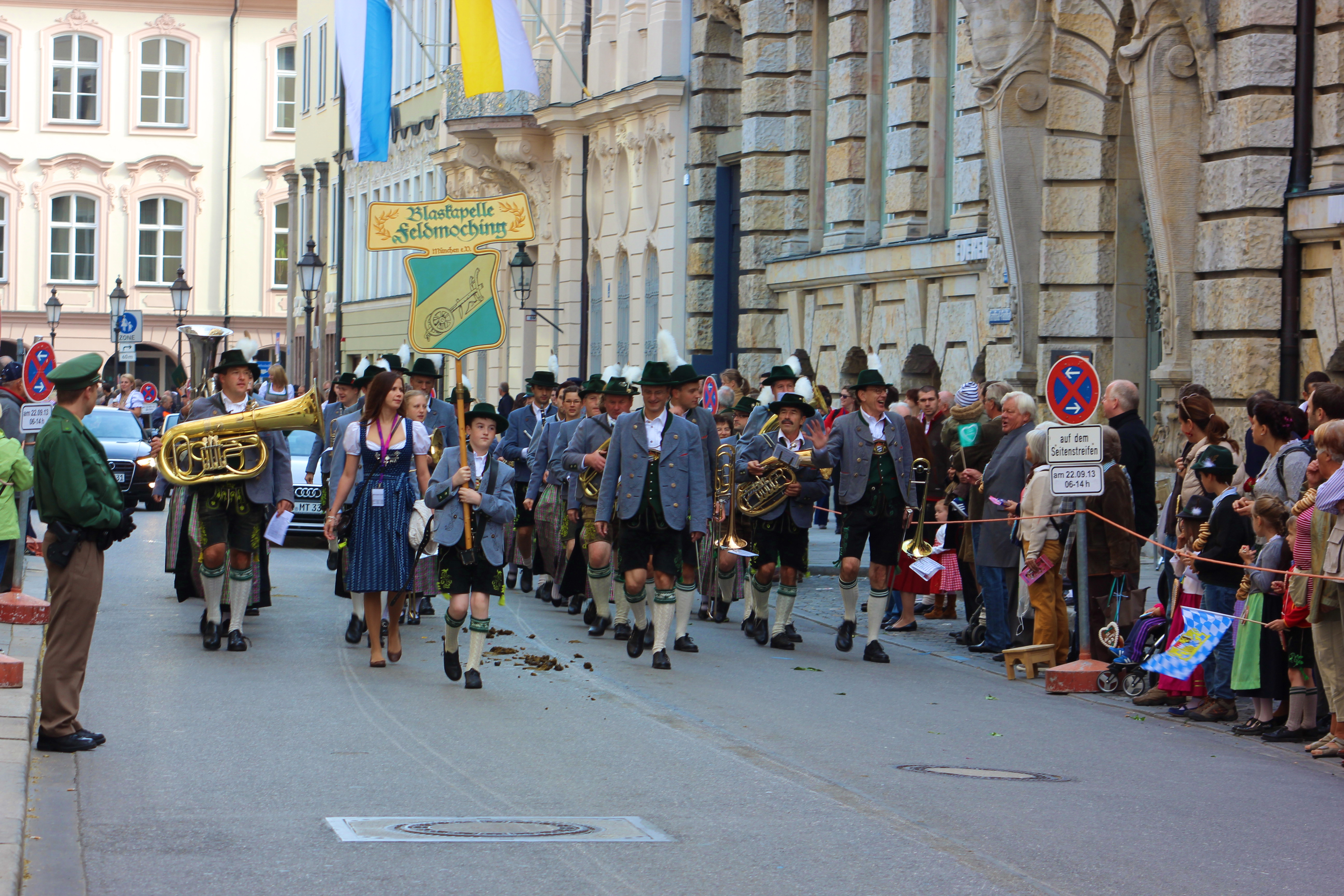
费尔德莫兴的吹奏乐团

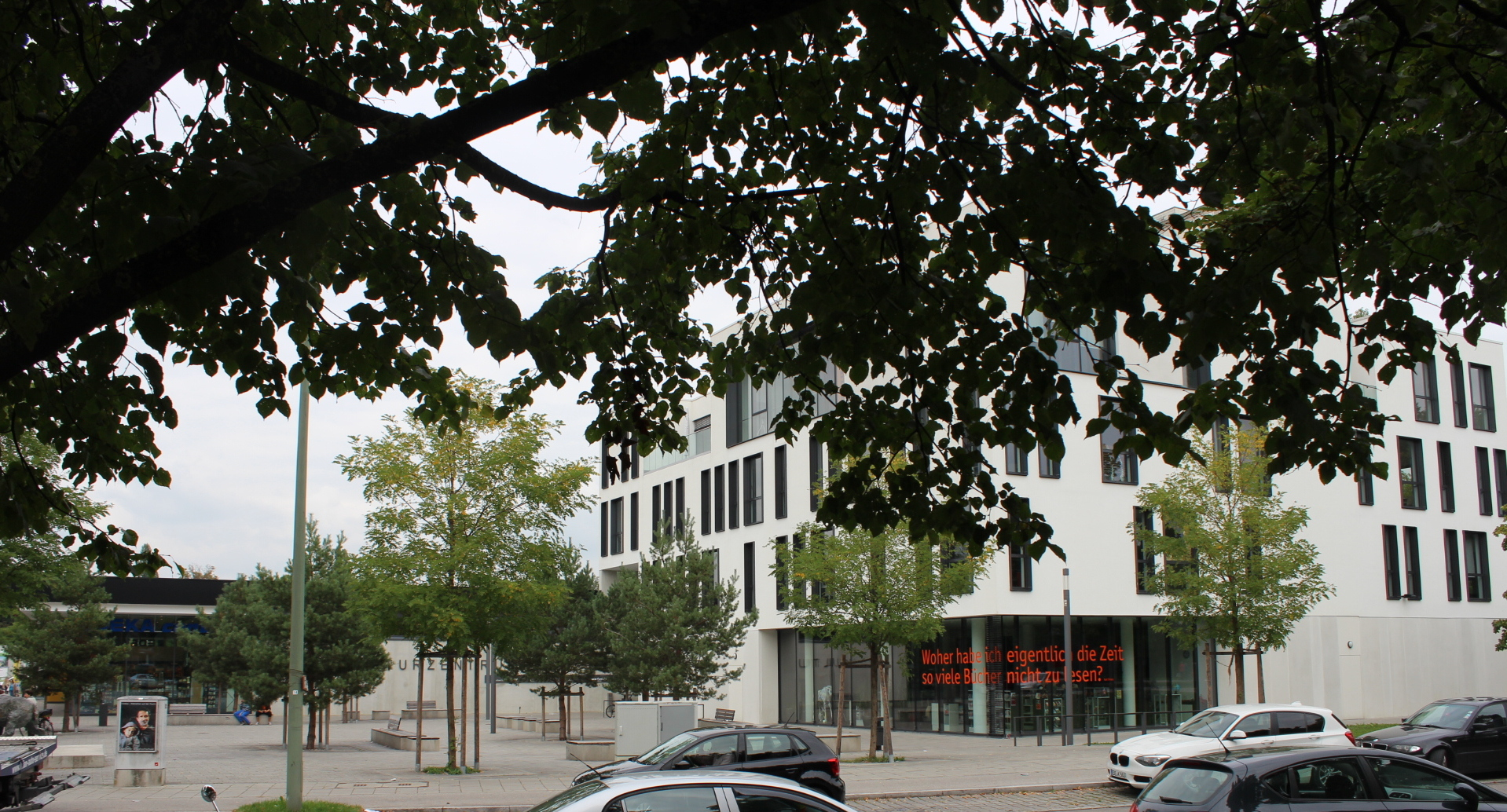

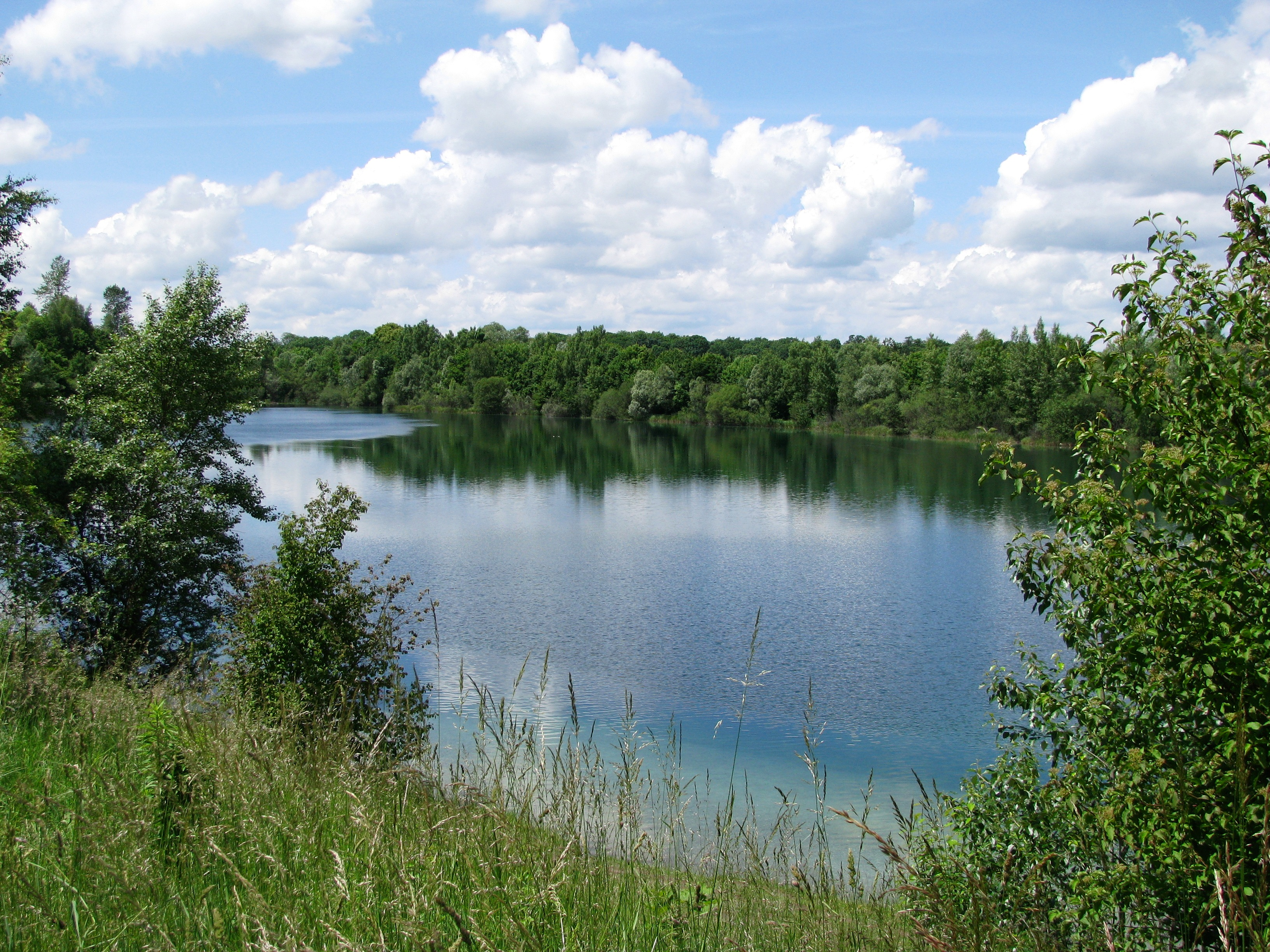

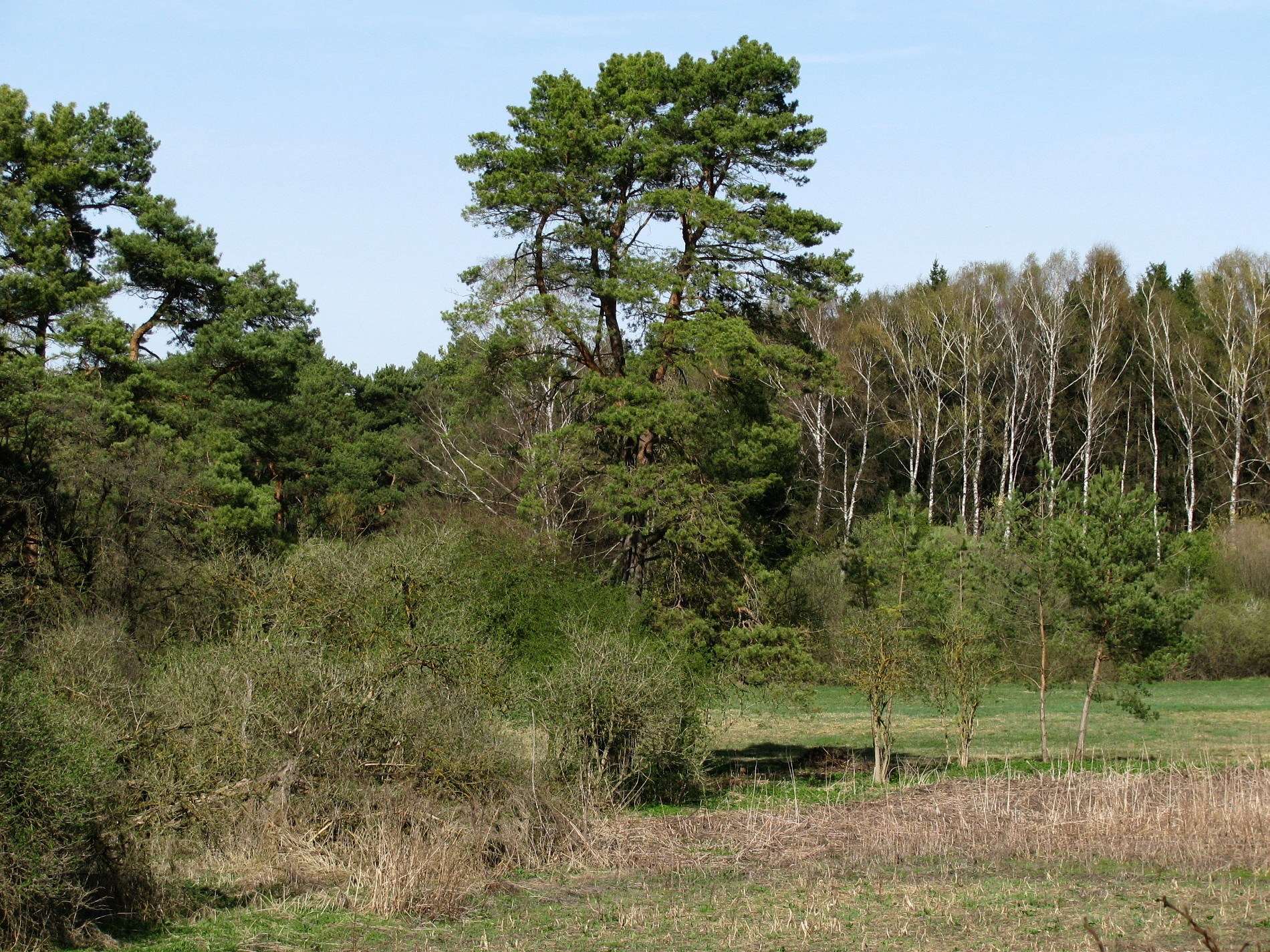

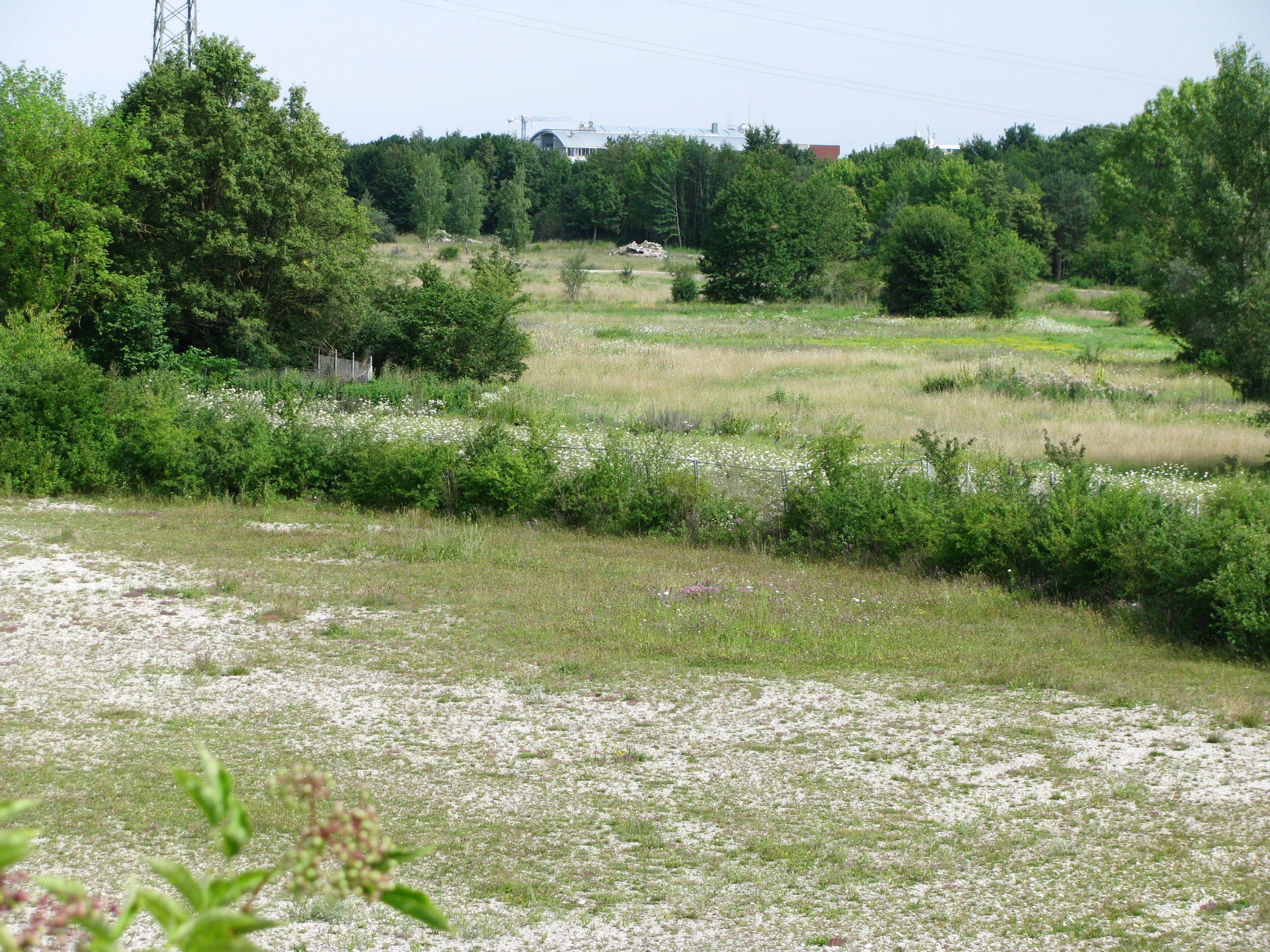

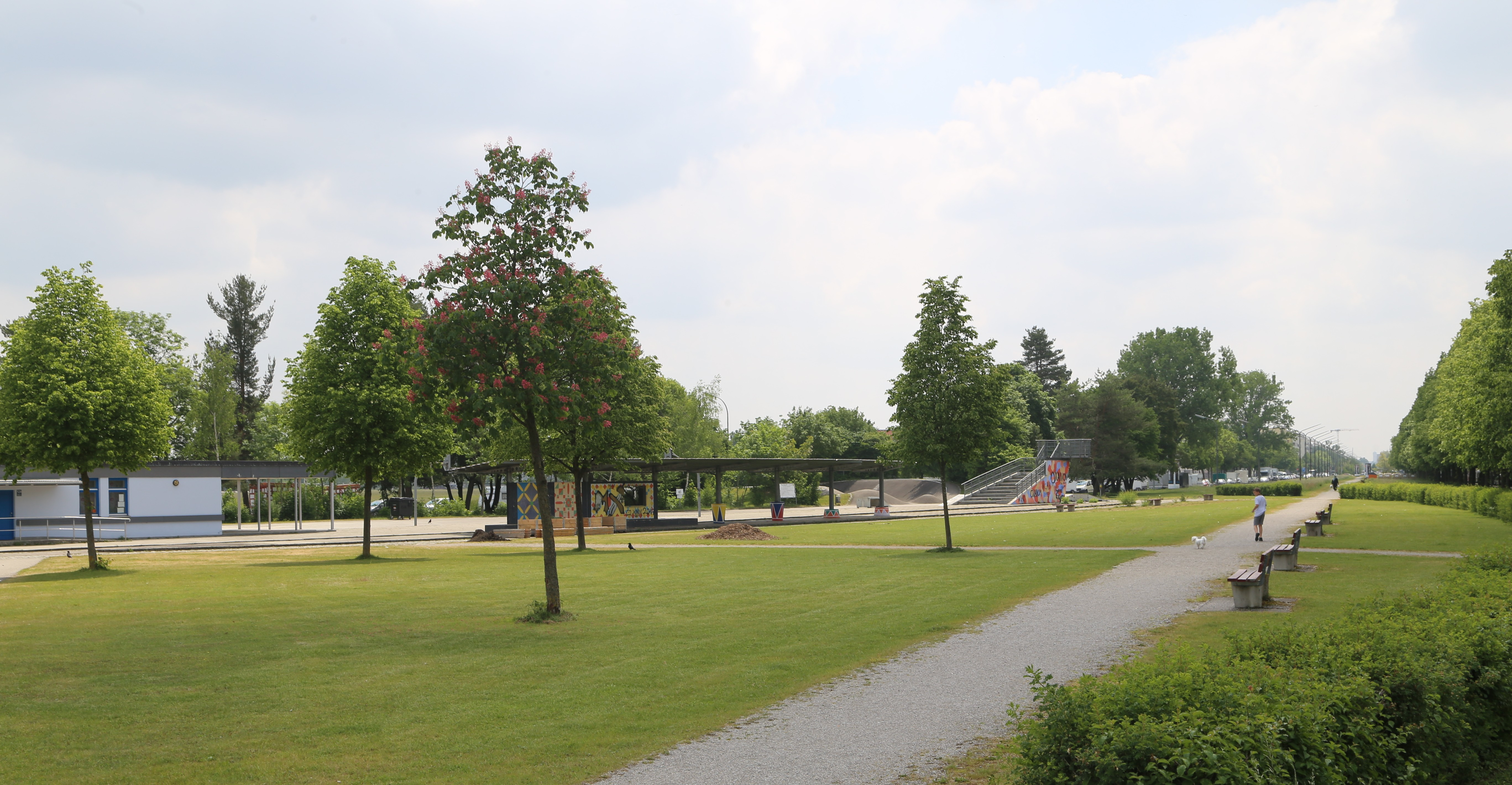
的王侯中轴

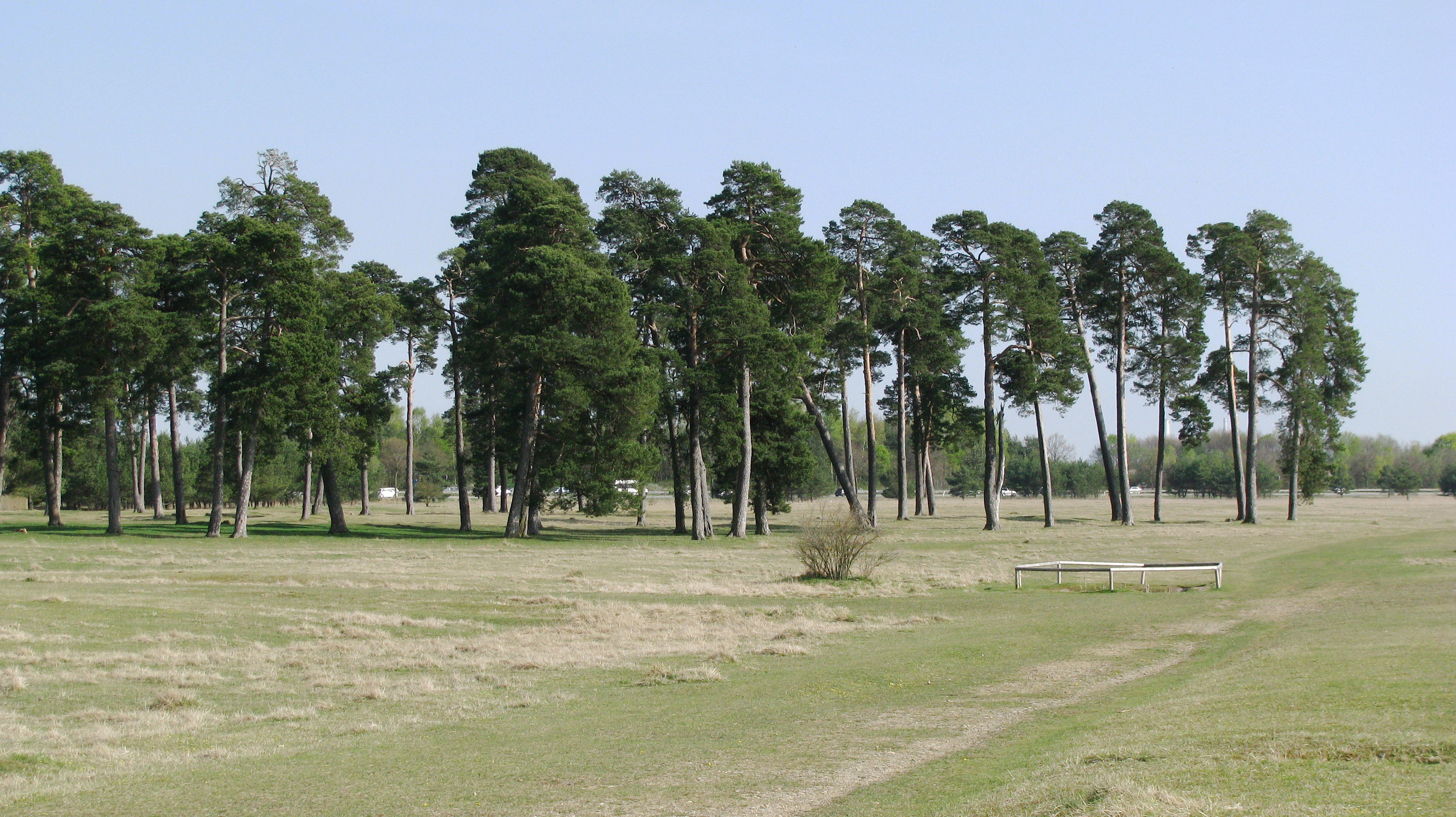

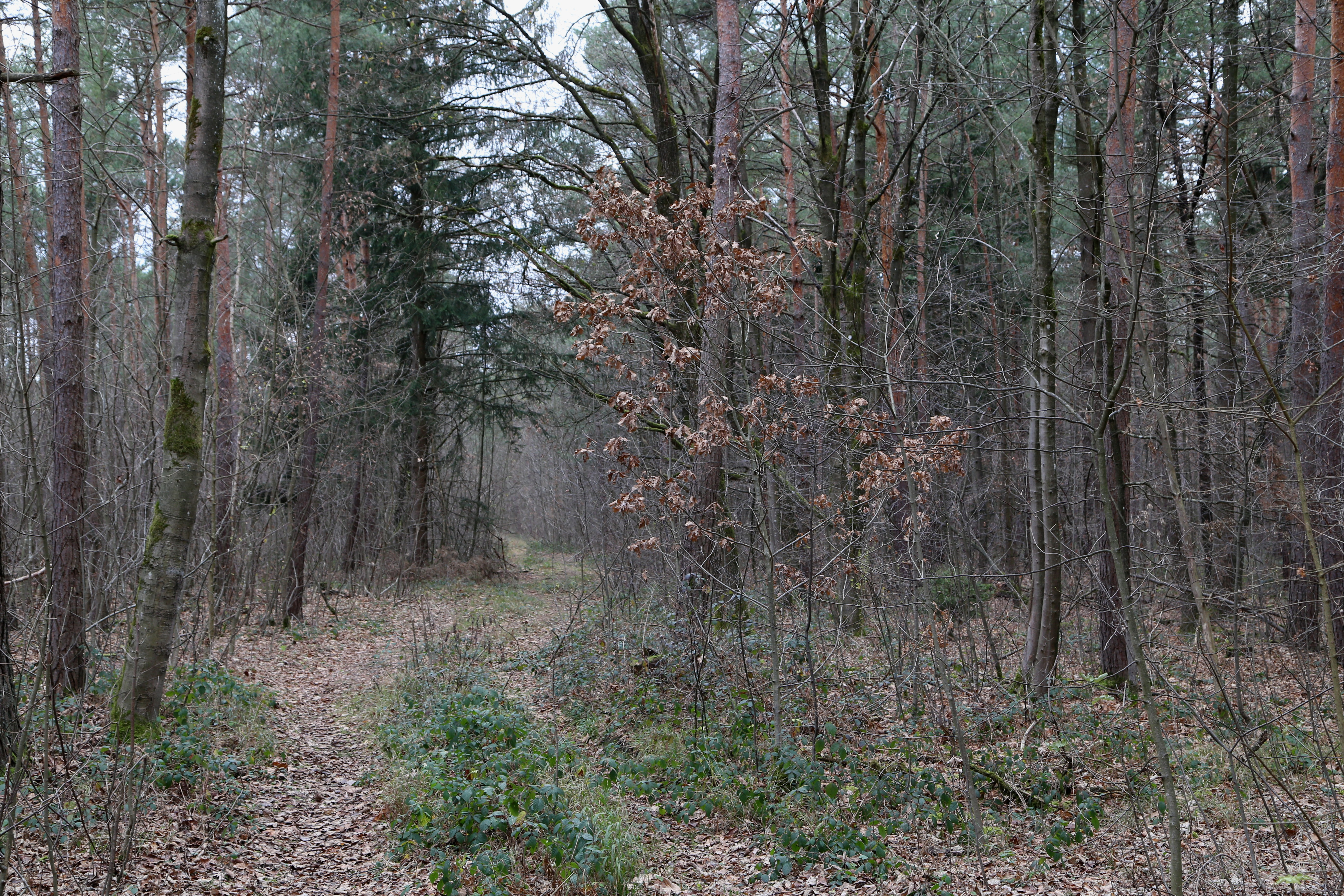

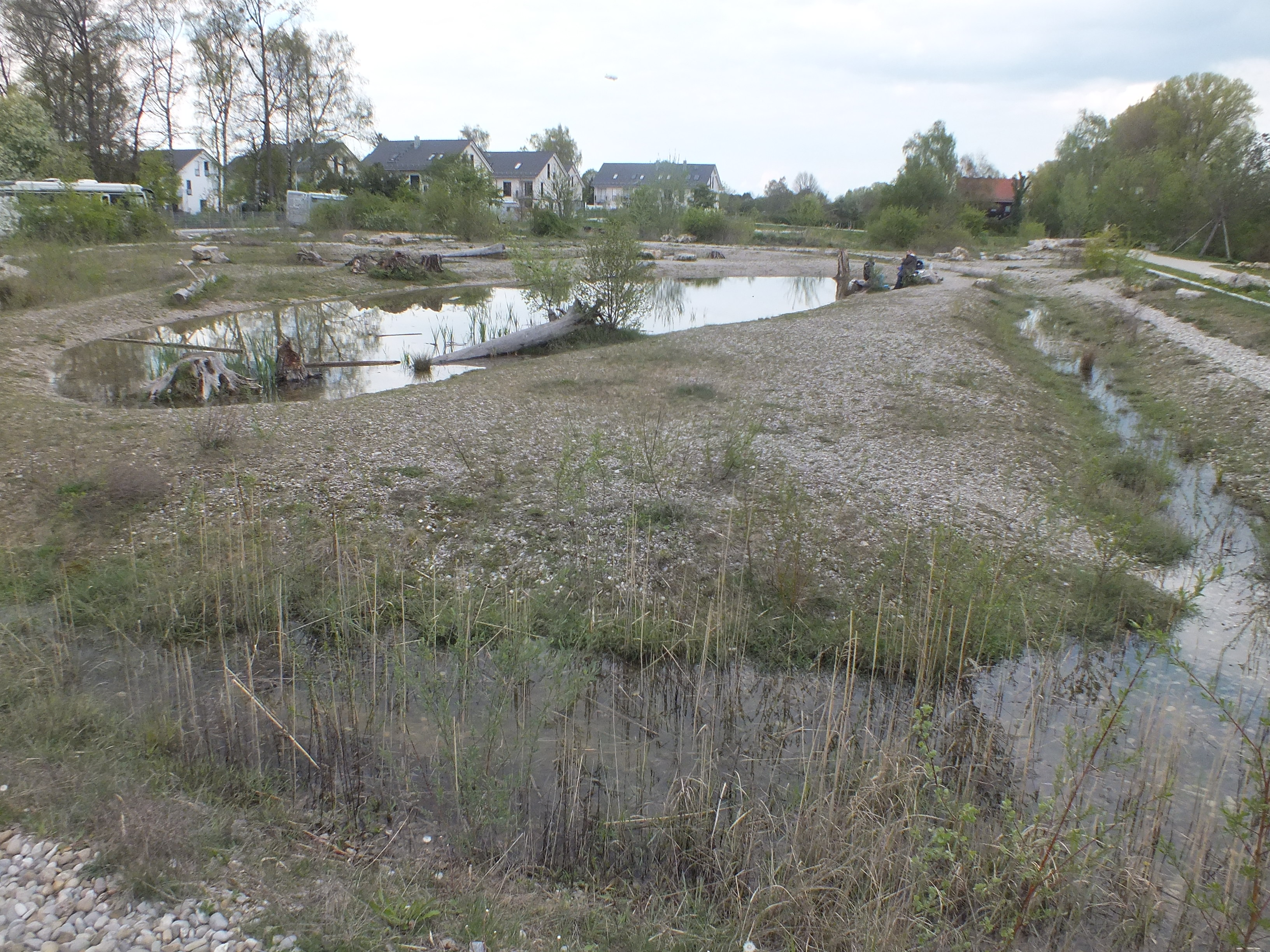

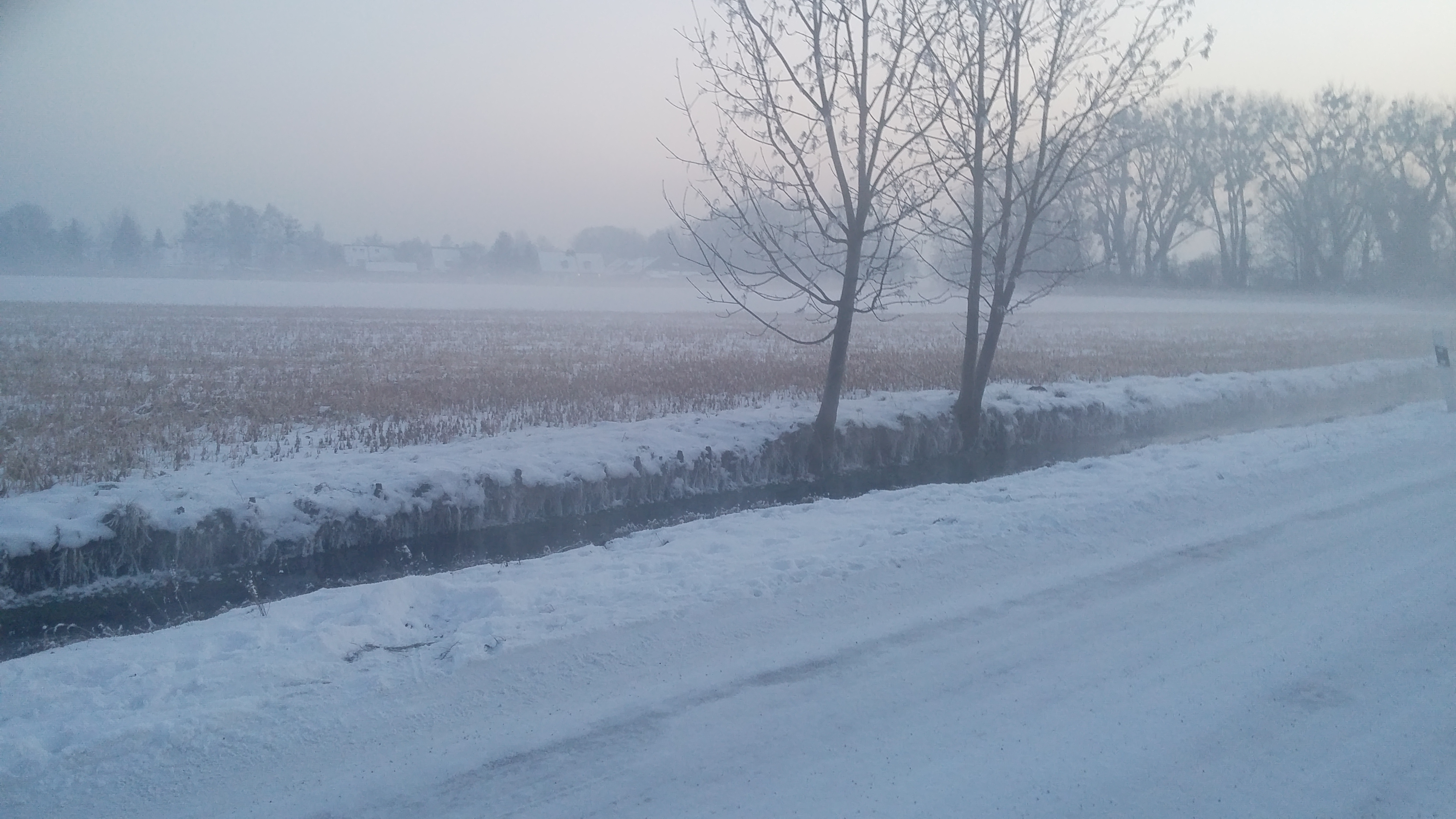

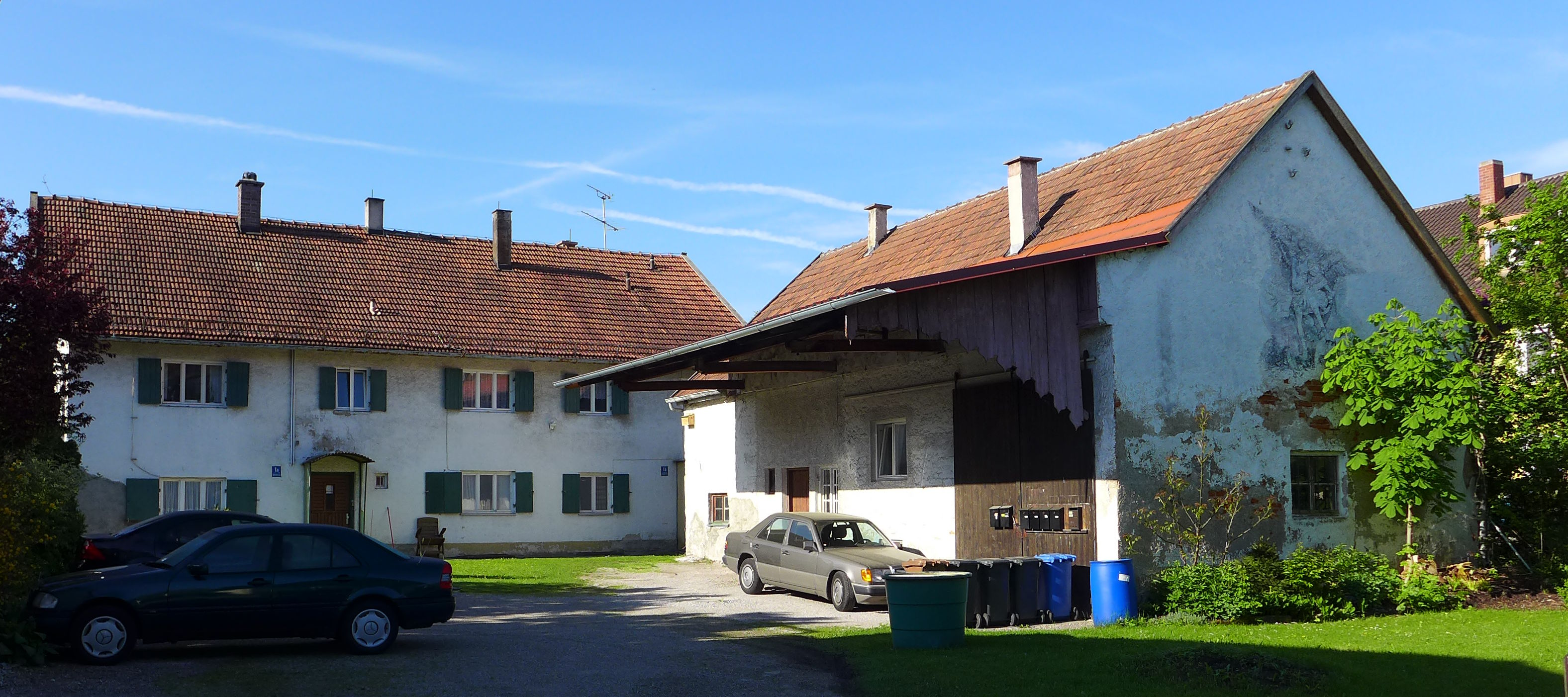
卡尔斯费尔德街1号

费尔德莫兴是慕尼黑面积最大、方位最靠北的市辖分区。这里的常住人口为11008人（2015年）。区内的绿道包括有费尔德莫兴草场、施瓦茨赫兹尔、费尔德莫兴湖以及费尔德莫兴磨坊水道和赛艇公园湖的部分地区。费尔德莫兴的风貌以农业为主。
在大约公元500年，巴尤瓦伦人定居者建立了费尔德莫兴。通过在法萨内利湖周边出土的墓葬群，证实了它最早是在790至803年间首次以“费尔德莫兴加”（Feldmohinga）的名义被提及，并且是巴尤瓦伦人最古老和最大的聚居地之一。这个名称表明了早期这里是“由莫兴人在森林旁”建立。它迅速发展成为如今慕尼黑北部的首府，拥有自己的教堂（约700年）和行政机关。随着慕尼黑的建城以及施萊斯海姆宮的建造（1599年），费尔德莫兴逐渐失去其重要性。尽管如此，费尔德莫兴至1818年仍然是一个政治独立的市镇。但在城市边缘逐渐兴起了法萨内利（自1897年）、百灵滩（自1901年）和哈特霍夫（自1908年）等殖民区。在1927年批准生效的纹章上，展现了在蓝色的田野中，银色的左斜梁上翻起一把黑色的犁。1938年4月1日，费尔德莫兴镇被纳粹当局并入慕尼黑。2003年，文献艺术家卢德格尔·格德斯在费尔德莫兴车站的西侧设计了瓦尔特·泽德尔迈尔广场。

### 百灵滩西
百灵滩位于市辖区的中南部，地处北部的贡德曼街和南部通往编组北站的铁路轨道之间。在东部，埃贝武尔茨街将该社区与哈森贝格尔隔开。在西部，其范围至百灵滩湖畔的住宅区止。在北部，它则通过费尔德莫兴草场绿道与费尔德莫兴相连。截至2015年，这里的常住人口为12744人。
百灵滩是一个殖民定居点，自1901年以来兴起于当时仍然独立的费尔德莫兴，这是由于慕尼黑地区的人口日益增长。费尔德莫兴的农民在城市边缘出售土地，从而相继形成了拥有园圃和居民楼的法萨内利、百灵滩和哈特霍夫。其名称源自以前施莱斯海姆的领主所拥有的、一处鸟类资源非常丰富的狩猎区。事实上，作家洛伦茨·韦斯滕里德早在1792年便在他从施莱斯海姆散步至圣乔治农舍（米贝茨霍芬）、并进一步经由维尔姆运河前往慕尼黑的描述中，提到了百灵：“百灵鸟现在最后一次升上天空，再次屈服于温和的光彩；百灵鸟消逝了，飞向孤独的领域”。在进一步的发展中，百灵滩归属于费尔德莫兴，在1914年独立后又于1938年连同费尔德莫兴一起被并入慕尼黑。
百灵滩辟有埃格加滕住宅区，其西侧是百灵滩湖和湖滨啤酒园。
通过克里斯特尔-玛丽·舒尔特斯路——即位于威廉明妮·赖夏德街和上草地旁街之间、下穿北环铁路的一条行人及单车隧道，可从百灵滩南部抵达地铁上草地站。

### 哈森贝格尔-百灵滩东
哈森贝格尔位于市辖区的东北端。这里在2015年的常住人口为25000人至34387人（取决于不同的来源）。
名称由来：在距施莱斯海姆宫以南4公里的一座土丘上，自18世纪起被圈作选帝侯狩猎兔子（德語：Hasen，音译作“哈森”）的场所。土丘起源于冰河时代，在如今的战车草坪西侧、迪尔费尔街和阿申布雷纳街之间，于1697年被称为“莱姆皮希尔”（Laimpichl）。当贵族在此进行猎兔时，其称谓又先后变更为屈尼格尔山（Küniglberg，1753年）和兔山（Kaninchenberg，1812年）。1809年，兔山之名首次出现在由兔舍看护人绘制的地图上。而哈森贝格尔的称谓则是自1900年左右开始使用。
出于军事目的，施莱斯海姆飞行场于20世纪初建于施莱斯海姆宫南侧。在附近的哈特尔森林（哈森贝格尔北部）则开辟有部队营地及战俘营。战争结束后，哈特尔森林的营地综合体被用作应急避难所和难民营，最多可容纳4000人。
1957年，圣阿格尼丝教堂在铁线莲街15a号落成。
哈森贝格尔作为住宅用地兴起于1950年代初的首个单户房屋居民区。这里有一部分居民来自营地综合体，但主要来自相邻的街区哈特霍夫。自1957年起，在迪尔费尔街至魏特尔街、伊特林格街至赖法恩街之间的前园艺及农业用地上，开辟了“新哈森贝格尔”住宅区。几乎所有的居民都在极度艰苦的条件下建造了自己的房子。1964年，哈森贝格尔执事成立。之后于1965年开辟、可容纳18000人的“哈森贝格尔畔住宅区”则有效抑制了战后慕尼黑住房短缺的情况。由建筑师恩斯特·玛利亚·朗和恩斯特·伯勒曼设计的大型屋苑应当具备现代、宽敞和绿色的特质。在这里，有七个非营利性住房协会为低收入人群建造了社会保障住房和私有住房。甚至后来，一些大型屋苑综合体也进行了扩建，最近建于哈特霍夫内、战车草坪上的北荒原住宅区便属于此类。
直至1970年代，哈森贝格尔仍然缺乏一些重要的基础设施，例如学校、教堂、工商业和交通连接；该地区还因为以前的人口发展而成为社会热点。通过新的建设项目，例如地铁U2线的延长（1996年）、北荒原学生公寓的落成（2003年）、金匠广场的重新设计（2007年）、米拉购物中心（2008年）和北荒原学校中心（2015年）的开设，该区在近几十年来的生活质量得到了显著改善。这些开发的部分责任已被纳入社会城市行动方案。
2012年10月，2411文化中心在哈森贝格尔开业。整个综合体作为地区中心将为城市北部的约80000市民提供服务，并包含有一个当地购物中心。在广场上竖立的“马咬”雕像是由雕塑家亚历山大·费舍尔所设计。
在百灵滩东辟有弗吉尼亚群落生境。自2019年起，宝马还将在百灵滩建立电池配件中心。

### 路德维希斯费尔德
路德维希斯费尔德位于市辖区的西南部，在2015年，常住人口有3395人。1938年12月1日，市镇路德维希斯费尔德被纳入慕尼黑，并成为市辖第33区的一部分。
法萨内利位于路德维希斯费尔德北部。那里还辟有法萨内利两栖群落生境。
1810年10月，路德维希一世与萨克森-希尔德布格豪森的特蕾泽完婚。在此之际，还举办了一场赛马。这是所谓“猩红赛”的新表现形式，当时在如今施蒂格迈尔广场至路德维希费尔德市镇之间的线路上进行。这项比赛后来改在特蕾西娅草坪举办，并与同时举办的民间庆典一起，组成了慕尼黑啤酒节的开端。在大约1890年，巴伐利亚上校马克斯·冯·卢茨在路德维希斯费尔德建造了一个纯种马场，至1900年已育有约80匹马。从1930年代至1970年代，该场地都会举行骑马和跃马比赛。
1990年，阿拉赫森林景观湖建成。在红宝石街14号座落有德国最古老的佛教寺庙——卡尔梅克藏传佛寺；而玛瑙街14号则设有圣弥哈伊尔教堂，这是一座俄罗斯东正教的教堂。

## 交通连接
费尔德莫兴车站位于慕尼黑－雷根斯堡铁路旁。自1972年以来，快铁S1线设有费尔德莫兴停站。1963年11月8日，电车线也从沙伊德广场延长至哈特霍夫，并于1964年12月18日延长至哈森贝格尔（终点站设于金匠广场）。1993年11月20日，地铁U2线终于从沙伊德广场延长至迪尔费尔街，与此同时，进入哈森贝格尔的电车则停运。1996年10月26日，U2线经由哈森贝格尔站增加两站并进一步延长至快铁费尔德莫兴站。除了通往弗赖辛/机场的快铁列车外，来自兰茨胡特的定期区域列车也会（但很少）在费尔德莫兴站停靠；在地铁延长之后，这里成为慕尼黑交通及资费集团网络中最为重要的换乘站之一。
如今在区内很多地方仍然可以见到电车轨道的遗迹，比如设于金匠广场的原環形迴車道。在当前的慕尼黑交通发展规划中，包含有将正在建设中的电车23号线从施瓦宾公园城经由欧洲工业园和新赫尔贝格街延长至金匠广场的选项。该措施预期在2015年实施，但至今仍未明确融资方案。
自2016年起，位于威廉明妮·赖夏德街和上草地旁街之间、下穿北环铁路的一条行人及单车隧道可将百灵滩南部与地铁U3线的上草地站相连。

## 人口统计
(截至每年12月31日)
| 年份 | 人口   | 外国人（比例）  | 面积 （km²） |
| ---- | ------ | --------------- | ------------ |
| 2000 | 52,407 | 13,073 (24.9 %) | 1,825        |
| 2001 | 52,896 | 13,240 (25.0 %) | 1,842        |
| 2002 | 53,010 | 13,338 (25.2 %) | 1,846        |
| 2003 | 52,961 | 13,385 (25.3 %) | 1,845        |
| 2004 | 52,958 | 13,420 (25.3 %) | 1,845        |
| 2005 | 53,389 | 13,832 (25.9 %) | 1,860        |
| 2006 | 54,245 | 13,927 (25.7 %) | 1,889        |
| 2007 | 55,475 | 14,642 (26.4 %) | 1,932        |
| 2008 | 55,667 | 14,780 (26.6 %) | 1,940        |
| 2009 | 55,180 | 14,265 (25.9 %) | 1,907        |
| 2010 | 56,130 | 15,015 (26.8 %) | 1,940        |
| 2011 | 57,183 | 15,689 (27.4 %) | 1,976        |
| 2012 | 58,245 | 15,689 (27.4 %) | 2,013        |
| 2013 | 59,391 | 17,522 (29.5 %) | 2,052        |
| 2014 | 60,262 | 18,347 (30.4 %) | 2,082        |
| 2015 | 61,534 | 19,543 (31.8 %) | 2,126        |
| 2016 | 61,764 | 19,807 (32.1 %) | 2,134        |
| 2017 | 60,933 | 19,296 (31.7 %) | 2,106        |
| 2018 | 61,774 |                 | 2,135        |

来源与其他数据

## 政治
费尔德莫兴-哈森贝格尔上一次的区议会选举是在2014年3月16日。其议席分配如下：基社盟9席、社民党4席、绿党3席和自民党1席。在阿拉赫-下门钦共22,797名符合投票资格的选民中，有11,539人行使了自己的表决权，选民投票率为50.6%。
在2014年3月16日的市长选举中，阿拉赫-下门钦有54.5%的选民投票选择基社盟候选人约瑟夫·施密德，以及有30.5%的选民选择社民党候选人迪特·赖特尔。投票率为50.5%。在随后的第二轮投票中，约有60.7%的选民投票予约瑟夫·施密德，39.3%投予迪特·赖特尔。投票率为47.9%。